# ویکونتا

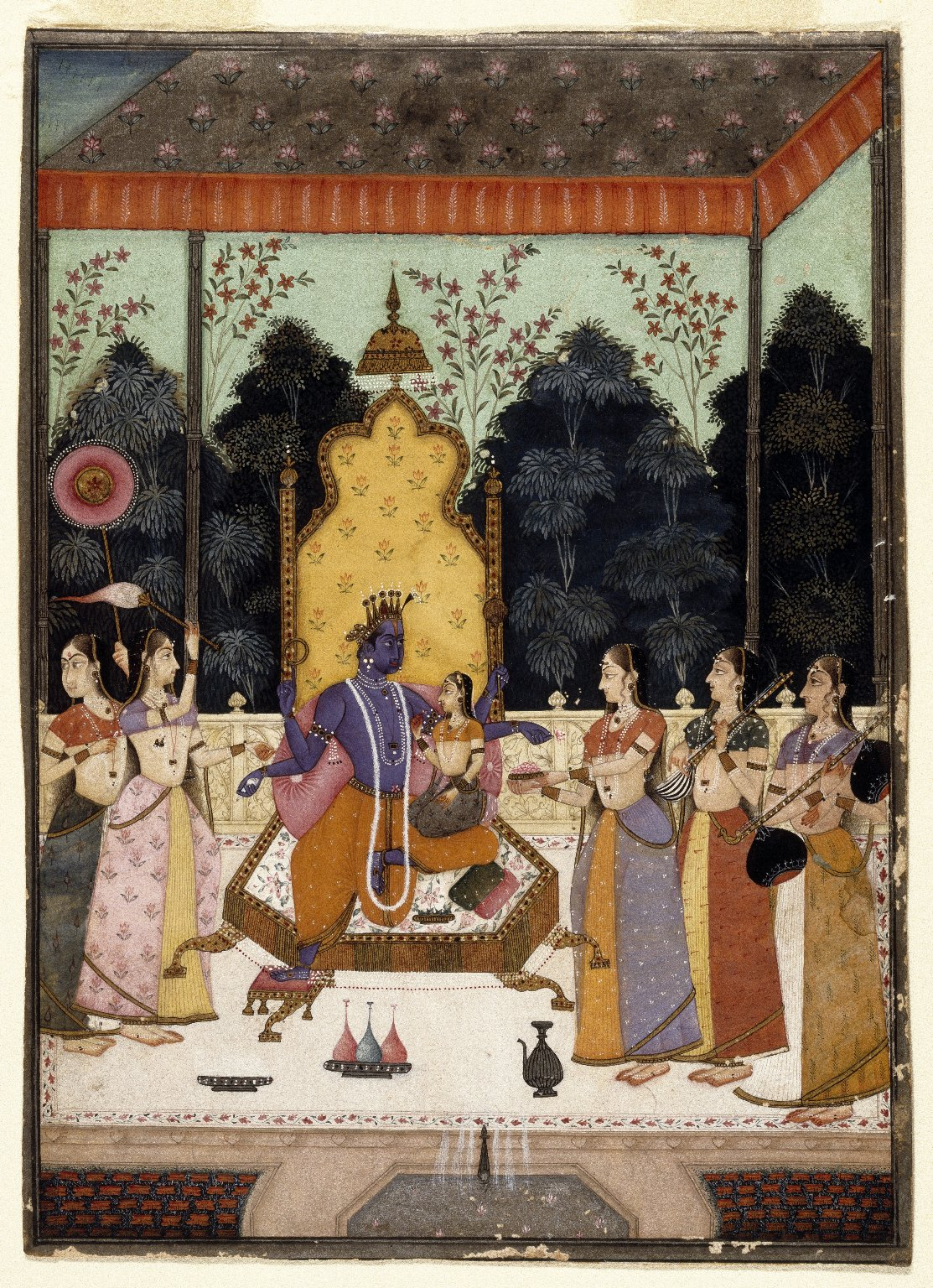
ویکونتا

در آیین هندو وِیْکونتا (سانسکریت: वैकुण्ठ) جایگاه آسمانی ویشنو، قادر مطلق در سنن ویشنوپرستی است. ویکونتا تنها مخصوص ویشنو، معشوقه‌اش لاکشمی، و روان‌های آزاده‌ایست که به چرخه‌شکنی دست یافته‌اند. در بیشتر پورانه‌ها ویکونتا در طرف ماکارا راشی که هماهنگ با صورت فلکی برغاله است قرار دارد.